# هوندا سیویک اس‌آی
هوندا سیویک اس‌آی (Honda Civic Si) خودرویی است که از سال ۱۹۸۴ تاکنون تولید شده‌است. طراحی آن خودروهای موتور جلو-محور جلو بوده‌است.

## نگارخانه

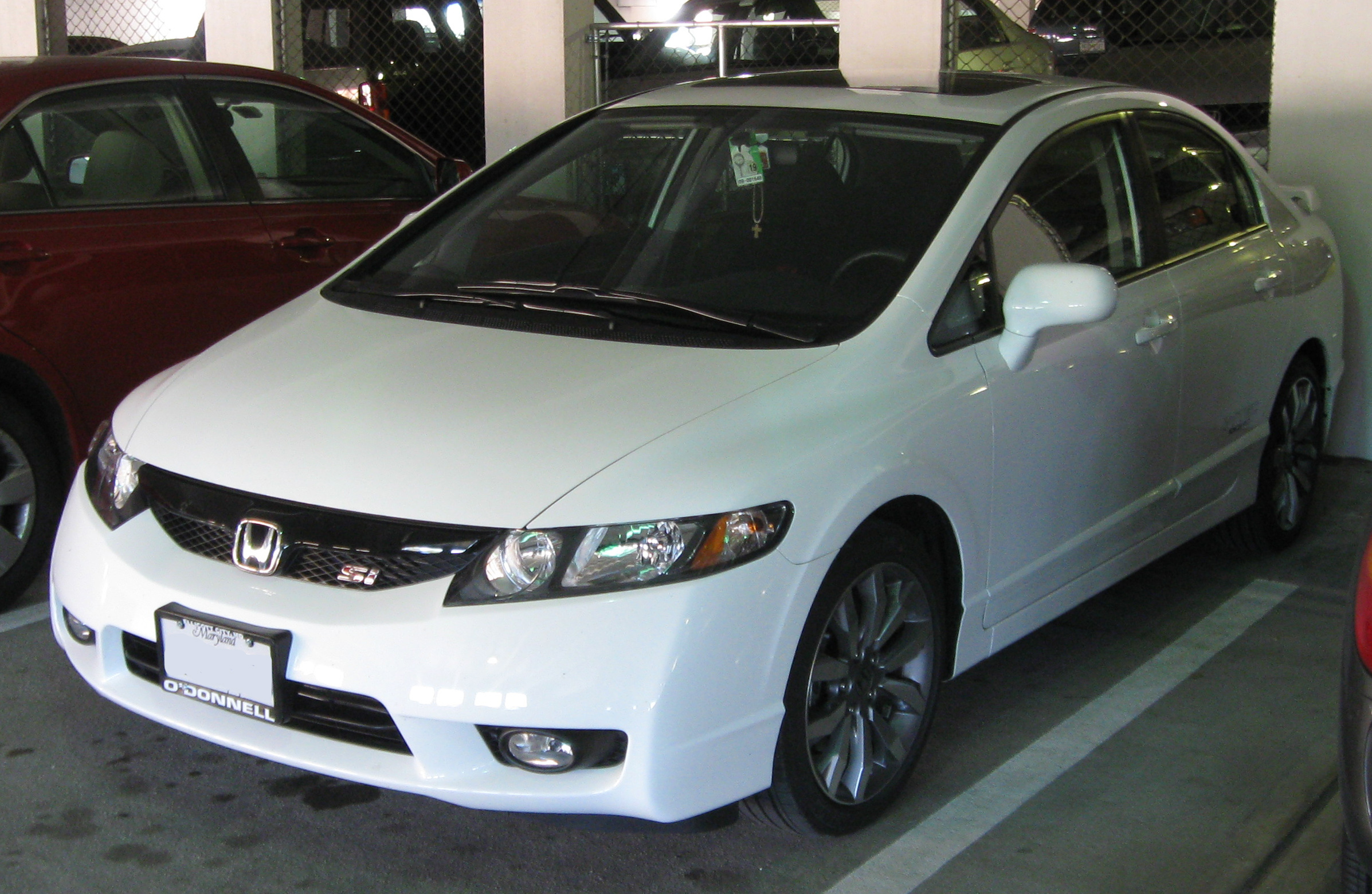
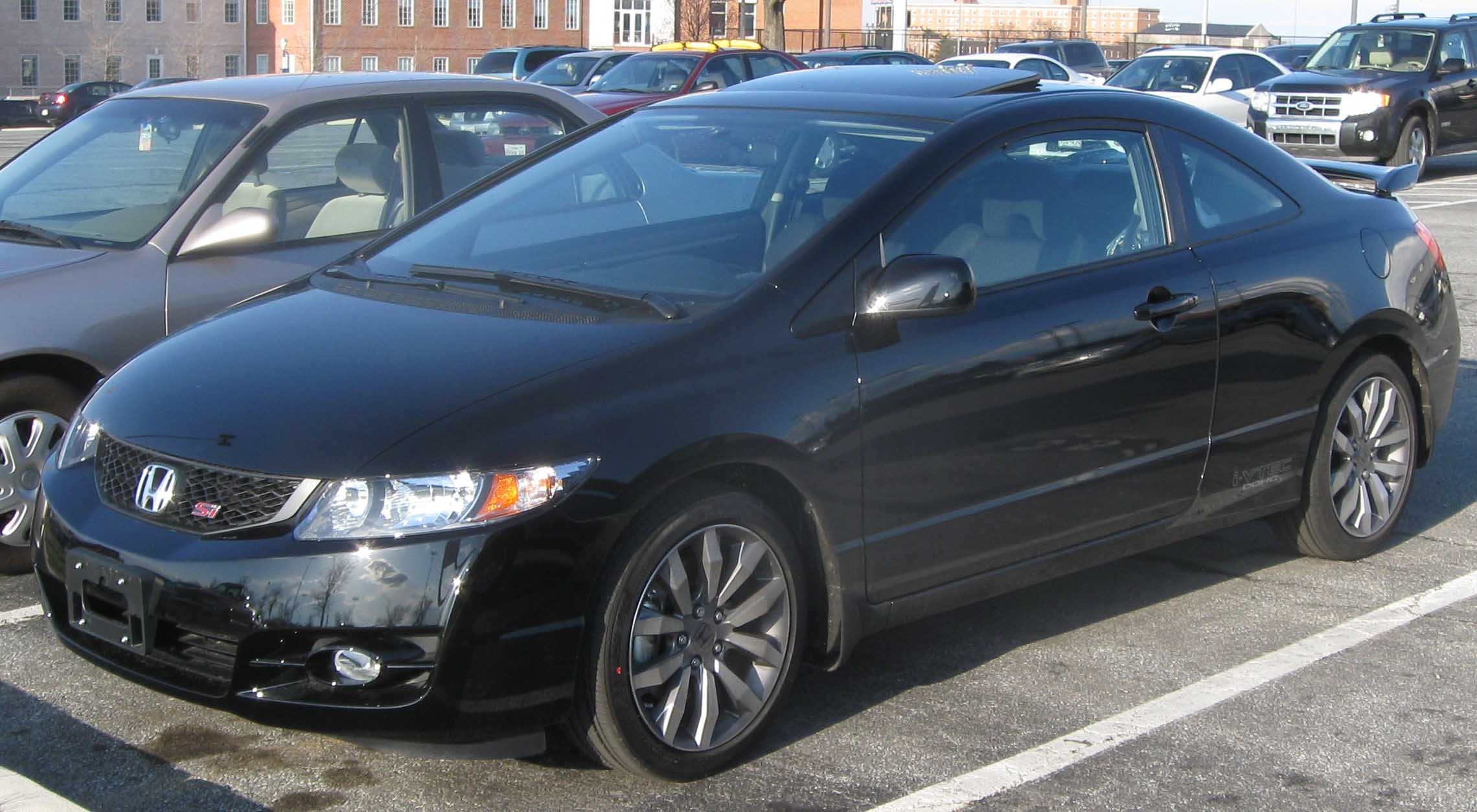